# Sollevamento pesi ai Giochi della XXXII Olimpiade - 87 kg femminile
Le gare di sollevamento pesi della categoria fino a 87 kg femminile dei giochi olimpici di Tokyo 2020 si sono svolte il 2 agosto 2021 presso il Tokyo International Forum.
La vincitrice è stata l'atleta Wang Zhouyu.

## Programma
L'orario indicato corrisponde a quello giapponese (UTC+09:00)
| Data          | Ora   | Evento            |
| ------------- | ----- | ----------------- |
| 2 agosto 2021 | 11:50 | Gruppo B          |
| 2 agosto 2021 | 15:50 | Gruppo A (finale) |

## Risultati
| Pos. | Atleta                       | Gruppo | Peso  | Strappo (kg) | Strappo (kg) | Strappo (kg) | Strappo (kg) | Slancio (kg) | Slancio (kg) | Slancio (kg) | Slancio (kg) | Totale |
| Pos. | Atleta                       | Gruppo | Peso  | 1            | 2            | 3            | Risultato    | 1            | 2            | 3            | Risultato    | Totale |
| ---- | ---------------------------- | ------ | ----- | ------------ | ------------ | ------------ | ------------ | ------------ | ------------ | ------------ | ------------ | ------ |
|      | Wang Zhouyu                  | A      | 84,20 | 115          | 115          | 120          | 120          | 145          | 150          | 160          | 150          | 270    |
|      | Tamara Salazar-Arce          | A      | 85,30 | 108          | 111          | 113          | 113          | 144          | 147          | 150          | 150          | 263    |
|      | Crismery Santana-Peguero     | A      | 86,50 | 112          | 116          | 119          | 116          | 140          | 144          | 144          | 140          | 256    |
| 4    | Mönkhjantsangiin Ankhtsetseg | A      | 86,95 | 110          | 110          | 112          | 110          | 140          | 142          | 147          | 142          | 252    |
| 5    | Gaëlle Nayo-Ketchanke        | A      | 84,05 | 103          | 106          | 108          | 108          | 135          | 139          | 145          | 139          | 247    |
| 6    | Mattie Rogers                | A      | 78,55 | 108          | 111          | 112          | 108          | 138          | 138          | 138          | 138          | 246    |
| 7    | Naryury Pérez                | A      | 86,35 | 105          | 109          | 112          | 112          | 130          | 137          | 138          | 130          | 242    |
| 8    | Elena Cîlcic                 | A      | 86,80 | 105          | 109          | 109          | 105          | 130          | 135          | 139          | 135          | 240    |
| 9    | Kang Yeoun-hee               | B      | 76,70 | 100          | 103          | 103          | 103          | 120          | 125          | 128          | 128          | 231    |
| 10   | Lidia Valentín-Pérez         | B      | 80,60 | 100          | 103          | 106          | 103          | 122          | –            | –            | 122          | 225    |
| 11   | Clementine Meukeugni         | B      | 85,85 | 99           | 103          | 103          | 99           | 120          | 120          | 125          | 125          | 224    |
| 12   | Jaqueline Ferreira           | B      |       | 95           | 95           | 100          | 100          | 115          | 124          | 124          | 115          | 215    |
| 13   | Kanah Andrews-Nahu           | B      |       | 94           | 98           | 100          | 94           | 105          | 112          | 120          | 112          | 206    |